# Збарський Ілля Борисович
Ілля́ Бори́сович Зба́рський (рос. Илья Борисович Збарский; 13 (26) жовтня 1913, Кам'янець-Подільський — 9 листопада 2007) — російський біохімік. Доктор біологічних наук. Професор. Член-кореспондент (від 1963 року), дійсний член (від листопада 1986 року) Академії медичних наук СРСР (нині Російська академія медичних наук).

## Біографія
1930 року Збарський закінчив Московську дослідно-показову школу-комуну імені Лепешинських із хімічним ухилом. Після цього працював лаборантом у фізико-хімічній лабораторії Інституту курортології Наркомату охорони здоров'я СРСР, де проводив хімічний аналіз мінеральних вод.
1931 року Збарський вступив на зоологічне відділення Московського державного університету імені Михайла Покровського (кафедра фізіології тварин). 1935 року він закінчив університет.
Від 1934 року Ілля Збарський працював у лабораторії при Мавзолеї Володимира Ілліча Леніна. Спочатку він був асистентом, а в 1939—1952 роках — старшим науковим співробітником. 1952 року в зв'язку з арештом батька Іллю Збарського відрахували з лабораторії. Він залишився без роботи та без засобів до існування.
У 1936—1946 роках Збарський працював на кафедрі біологічної та аналітичної хімії 1-го Московського медичного інституту як аспірант, асистент, доцент. Викладання біологічної та аналітичної хімії Ілля Борисович поєднував із дослідженнями в галузі біохімії.
Від 1945 року Збарський працював старшим науковим співробітником, а в 1946—1960 роках — завідувачем біохімічної лабораторії Державного онкологічного інституту імені Петра Герцена, вів дослідження в галузі біохімії пухлин і біохімії клітини.
Від 1956 року Ілля Борисович працював в Інституті морфології тварин імені Олексія Сєверцова АН СРСР (від 1967 року — Інститут біології розвитку імені Миколи Кольцова). У 1956—1960 роках він був старшим науковим співробітником, у 1961—1989 роках — завідувачем лабораторії біохімії, від 1989 року — радником при дирекції інституту.
У 1942—1944 роках Збарський за сумісництвом завідував кафедрою природознавства Тюменського педагогічного інституту та кафедрою загальної хімії Кубанського медичного інституту в Тюмені. У 1962—1964 роках також за сумісництвом був завідувачем лабораторії біохімії Інституту медичної радіології в Обнінську, де проводив дослідження в галузі радіаційної біохімії клітини; в 1964—1967 роках — завідувачем кафедри медичної біохімії Центрального інституту вдосконалення лікарів у Москві, де організував курси з удосконалення викладачів біохімії медичних вищих навчальних закладів.
Ілля Збарський захоплювався полюванням, рибною ловлею.

## Наукова діяльність

Академіки РАМН Тимур Березов і Ілля Збарський (справа). 25 вересня 2002 року

1956 року Ілля Збарський організував Лабораторію біохімії та керував нею до 1989 року, коли у зв'язку з віком його перевели на посаду радника при дирекції Інституту біології розвитку імені Миколи Кольцова АН СРСР (згодом Російської АН).
Зробив значні відкриття в галузі біохімії та біології клітини.
Опублікував понад 400 наукових праць, зокрема 6 монографій і 60 оглядових статей, крім того, 140 статей в енциклопедіях, рецензій, популярних та інших повідомлень. При його консультації та під його керівництвом захищено 15 докторських і 40 кандидатських дисертацій.
1966 року Ілля Збарський організував у Москві перший Всесоюзний симпозіум з питань структури та функцій ядра клітини. Надалі ці симпозіуми регулярно проводилися в різних містах Радянського Союзу.
1970 року Ілля Борисович провів міжнародний симпозіум на цю ж тему з участю провідних учених із СРСР, США, Англії, Німеччини, Франції, Італії, Голландії, Норвегії, Японії, Югославії, Бельгії, Болгарії.

## Сім'я
- Батько — біохімік Борис Ілліч Збарський (1885—1954).
- Мати — Фаїна Миколаївна Збарська (1884—1970).
- Перша дружина — Ірина Петрівна Карузіна (1914—1979), автор низки навчальних книг («Біологія», «Основи генетики», «Підручник біології», «Навчальний посібник з основ генетики»).
- Тесть — Петро Іванович Карузін (1864—1939), учений в галузі пластичної анатомії, який брав участь у бальзамуванні тіла Леніна.
- Друга дружина — Майя Павлівна Збарська (Орлова) (1928).
- Син Олексій Ілліч Збарський (1947).
- Син Дмитро Ілліч Збарський (1952—1979).

## Нагороди
- 5 квітня 1939 року — орден «Знак Пошани» «за заслуги в проведенні важливішої роботи по збереженню тіла В. І. Леніна».
- 1944 — орден Трудового Червоного Прапора.
- 1945 — медаль «За перемогу над Німеччиною».
- 1947 — медаль «За доблесну працю у Великій Вітчизняній війні».
- 1950 — болгарська срібна медаль «За науку та мистецтво» за участь у бальзамуванні тіла Георгія Димитрова.
- 1983 — орден Дружби народів.